# Perfume〜Complete Best〜
Perfume〜Complete Best〜（パフューム・コンプリート・ベスト）は、日本のテクノポップユニット、Perfumeの通算1枚目のアルバム、ベストアルバムである。CD＋DVDの形で構成されている。Perfumeのブレイク直前までの作品が集約されている。

## 概要
2006年（平成18年）8月2日に1万枚限定生産でリリースされた後、2007年（平成19年）2月14日に通常盤として発売された。シングル「ポリリズム」や「Baby cruising Love/マカロニ」、アルバム「GAME」のヒットに連動して息長くセールスを積み重ねた。
- 初回限定生産盤と通常盤の体裁の違いは以下の通り。
  - 初回限定生産盤

トールケース／ポスター型歌詞カード／トレカ／マジカル☆トークCD応募券
DVD特典PV「モノクロームエフェクト」
  - 通常盤

ジュエルケース／ブックレット型歌詞カード／三方背スリップケース
DVD特典PV「ビタミンドロップ」
- インディーズ期シングルのカップリング曲は「引力」のみ収録。

## 収録曲について
1. パーフェクトスター・パーフェクトスタイル
本作で唯一の新曲。もともと「パーフェクトスター」というタイトルのデモが2曲あり、今作に収録されたのはそのうちの1曲だったことが明らかになった。グループのスタッフは、もう1つの「パーフェクト・スター」について、「エレクトロ・ワールドみたいなテンポの曲」と語っている。曲のレコーディングについて、あ〜ちゃんは「デモに入ってたヴォーカルが“熱唱”って感じだったから、私も熱い感じで歌ってみたんですね。そうしたら、私のヴォーカルだけ浮いてて、それがすごくイヤで。“私だけ浮いてるから、変えたほうがいいと思うんですけど”って言ったら、それだけは（中田が）聞き入れてくれましたね。」と語っている。
3.コンピューターシティ
BPM128で制作され、1.0293倍速されて収録されている（BPM131.7504）。
4.エレクトロ・ワールド
BPM140で製作され、シングル版は1.0293倍速されている（BPM144.102）一方、アルバム版は1.02337倍速（BPM143.2718）と少し遅い。また、シングル版にはなかったイントロが追加されており、リマスターもされている。
8.スウィートドーナッツ
シングル版のショートバージョンで、リマスターされている。
11.Perfume
BPM150で制作され、1.0293倍速されて収録されている（BPM154.395）。
12.wonder2
BPM124で制作され、1.0293倍速されて収録されている（BPM127.6332）。

## チャート成績
初回限定生産盤は初週3,530枚を売り上げ、2006年8月14日付オリコン週間アルバムランキングで初登場66位を獲得。チャート登場回数は4回、累計6,672枚のセールスを記録した。
通常盤は初週1,250枚を売り上げ、2007年2月26日付オリコン週間アルバムランキングで初登場144位を獲得。チャート登場回数は100回、累計170,405枚のセールスを記録した。
初回盤の発売から約1年後の2007年7月11日付でAmazon.co.jp のCD売上ランキング1位を獲得し、約1年半後の2008年4月28日付でオリコンチャート最高順位を更新。初回限定生産盤と通常盤をあわせた累計出荷は10万枚に達した。その後もさらに息長くセールスを積み重ね（2013年時点における累積売上は17万枚超）、ついには2015年4月度付でプラチナディスクに認定された。

## 収録曲

### CD
| 全作曲・編曲: 中田ヤスタカ。 |                                                              |              |              |      |
| #                            | タイトル                                                     | 作詞         | 作曲・編曲   | 時間 |
| 1.                           | 「パーフェクトスター・パーフェクトスタイル」                 | 中田ヤスタカ | 中田ヤスタカ | 4:16 |
| 2.                           | 「リニアモーターガール」                                     | 木の子       | 中田ヤスタカ | 4:06 |
| 3.                           | 「コンピューターシティ」                                     | 中田ヤスタカ | 中田ヤスタカ | 4:44 |
| 4.                           | 「エレクトロ・ワールド」                                     | 中田ヤスタカ | 中田ヤスタカ | 4:20 |
| 5.                           | 「引力」                                                     | 木の子       | 中田ヤスタカ | 3:34 |
| 6.                           | 「モノクロームエフェクト」                                   | 木の子       | 中田ヤスタカ | 4:17 |
| 7.                           | 「ビタミンドロップ」                                         | 木の子       | 中田ヤスタカ | 4:55 |
| 8.                           | 「スウィートドーナッツ」(シングル版を短く編集したバージョン) | 木の子       | 中田ヤスタカ | 2:57 |
| 9.                           | 「ファンデーション」                                         | 木の子       | 中田ヤスタカ | 3:57 |
| 10.                          | 「コンピューター ドライビング」                              | 木の子       | 中田ヤスタカ | 4:23 |
| 11.                          | 「Perfume」                                                  | 木の子       | 中田ヤスタカ | 5:17 |
| 12.                          | 「wonder2」                                                  | 中田ヤスタカ | 中田ヤスタカ | 3:53 |
| 合計時間:                    | 合計時間:                                                    | 合計時間:    | 50:39        |      |

### DVD

#### 初回限定生産盤
1. リニアモーターガール
2. コンピューターシティ
3. エレクトロ・ワールド
4. モノクロームエフェクト(BonusTrack)

#### 通常盤
1. リニアモーターガール
2. コンピューターシティ
3. エレクトロ・ワールド
4. ビタミンドロップ(BonusTrack)

## タイアップ
| M-11 | Perfume | 関西テレビ「南パラZ!」オープニングテーマ                   |  |                          |
| M-11 | Perfume | CBCラジオ「Perfumeのパンパカパーティー」オープニングテーマ |  | ニコニコ動画流星群の一部 |